# Txemizovka
Txemizovka (en rus: Чемизовка) és un poble de l'óblast de Saràtov, a Rússia, segons el cens del 2021 tenia 136 habitants. Pertany al districte municipal d'Atkarsk.